# 寬帶駝背脂鯉
寬帶駝背脂鯉（学名：Cyphocharax laticlavius），為輻鰭魚綱脂鯉目脂鯉亞目無齒脂鯉科的其中一個種，分布於南美洲厄瓜多Napo河流域，體長可達5.3公分，棲息在沙泥底質水域，生活習性不明。